# Rogozen
Rogozen (bulgare : Рогозен) est un village situé dans la municipalité de Hayredin, dans la province de Vratsa, au nord-ouest de la Bulgarie. Rogozen est célèbre pour son trésor.

## Personnalité liée au village
- Jordan Ganchovski (en), écrivain, poète, critique littéraire et dramaturge bulgare né à Rogozen.